# Heilig Hartbeeld (Gestel)
Het Heilig Hartbeeld is een standbeeld in het Nederlandse dorp Gestel, tegenwoordig een stadsdeel van Eindhoven, in de provincie Noord-Brabant.

## Achtergrond
In 1925 werd schuin voor de Sint-Lambertuskerk een patronaatsgebouw neergezet, dat de naam St Lambertushuis kreeg. In een hoge nis op de hoek van de gevel werd een Heilig Hartbeeld geplaatst. Het gebouw is aangewezen als gemeentelijk monument.

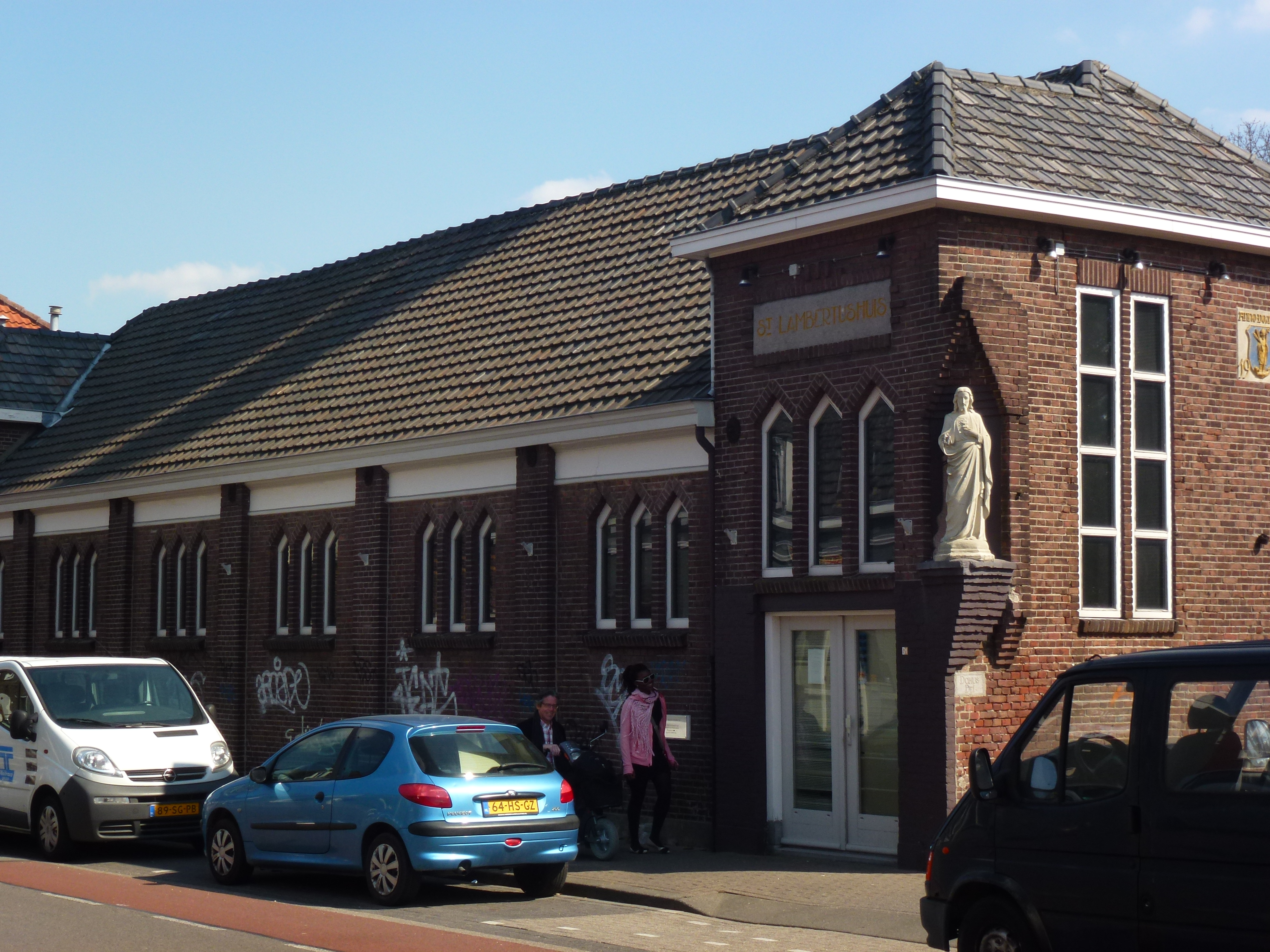
Sint Lambertushuis

## Beschrijving
Het beeld toont een staande Christusfiguur, gekleed in een gedrapeerd gewaad. De rechterhand ontbreekt, deze was oorspronkelijk vermoedelijk zegenend geheven. De linkerhand ondersteunt het Heilig Hart op de borst. 